# Севела Юхим Євєлєвич
Севела Юхим Євєлєвич (справжнє ім'я — Юхим Євєлєвич Драбкін, нар. 8 березня 1928, Бобруйськ — пом. 19 серпня 2010, Москва) — російський кінодраматург, режисер. 
Автор сценаріїв фільмів: «Аннушка» (1959), «Немає невідомих солдатів» (1965), «Міцний горішок» (1967), «Придатний до нестройової» (1968).
Поставив кінокартини: «Папуга, що говорить на ідиш» (1990, автор сцен.), «Ноктюрн Шопена» (1992), «Доброчинний бал» (1993, авт. сцен.). Емігрував.